# Niedertraubling
Niedertraubling ist ein Kirchdorf und Gemeindeteil der Gemeinde Obertraubling im Landkreis Regensburg in Bayern. Mit knapp 700 Einwohnern ist Niedertraubling der drittgrößte Ortsteil von Obertraubling.

## Geschichte
Aus der Zeit um 1800 v. Chr. (Hügelgräber- beziehungsweise Bronzezeit) sind Hockergräber in Niedertraubling erhalten. Im 3. Jahrhundert n. Chr. existierte hier bereits ein römischer Bauernhof.
Der Name geht auf das Adelsgeschlecht der Traublinger zurück, die im 11. Jahrhundert neben den „Gebelkofener’n“ die Grundherrschaft ausübten. In Niedertraubling gab es ein Wasserschloss, die Burg Traubling. 1340 wurde die Burg gestürmt und 1492 im Löwler-Krieg belagert.
Am 1. Januar 1971 wurde Niedertraubling in die Gemeinde Obertraubling eingegliedert.

## Kultur und Sehenswürdigkeiten
Im Ort befindet sich die Kirche St. Peter mit einer Ausstattung aus der Zeit des Barock.

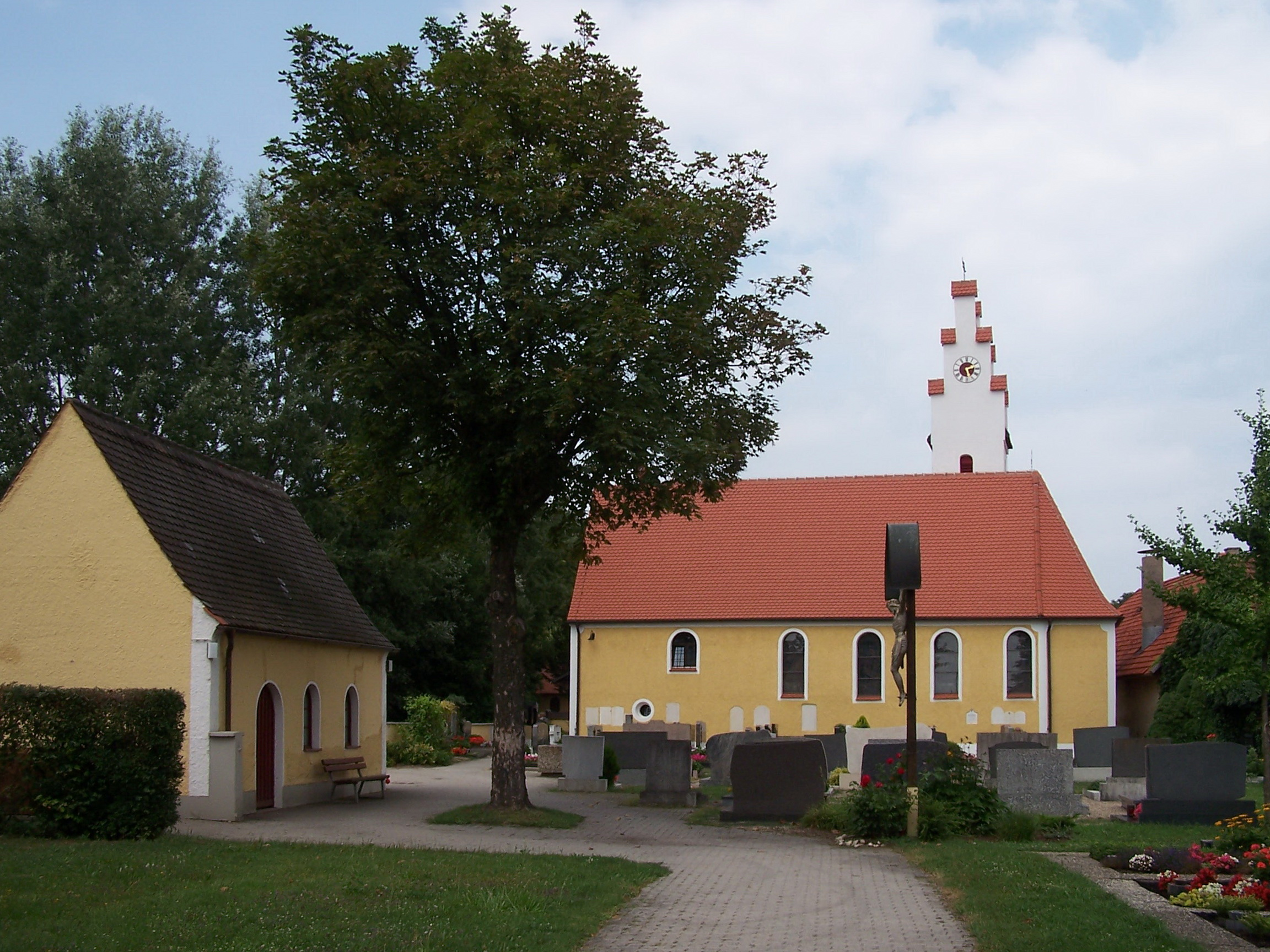
St. Peter in Niedertraubling